# Trebus
Trebus è una frazione della città tedesca di Fürstenwalde/Spree, nel Land del Brandeburgo.

## Storia
Il 20 settembre 1993 il comune di Trebus venne annesso alla città di Fürstenwalde.

## Monumenti e luoghi d'interesse
Chiesa (Dorfkirche)Risalente alla seconda metà del Duecento e in seguito rimodellata in stile barocco, venne distrutta durante la seconda guerra mondiale e ricostruita dal 1953 al 1955.

## Amministrazione
La frazione è amministrata da un "consiglio locale" (Ortsbeirat) di cinque membri.